# Championnat du monde masculin de volley-ball des moins de 19 ans
 (avril 2017).
Si vous disposez d'ouvrages ou d'articles de référence ou si vous connaissez des sites web de qualité traitant du thème abordé ici, merci de compléter l'article en donnant les références utiles à sa vérifiabilité et en les liant à la section « Notes et références ».
Le Championnat du monde masculin de volley-ball des moins de 19 ans est une compétition créée par la Fédération internationale de volley-ball en 1989 se déroulant tous les 2 ans, qui regroupent les meilleures sélections de volley-ball des moins de 19 ans du monde.
La France est l'actuelle champion en titre en 2025, elle a rélisé le doublé face à la Pologne. 
Le Brésil est la nation la plus titrés avec 6 titres, dont un quadruplé lors des 4 premières éditions  et seulement 1 seconde place.

## Palmarès
| Année | Organisateur                 | Final      | Final | Final            | Match pour la 3e place | Match pour la 3e place | Match pour la 3e place |
| Année | Organisateur                 | Champion   | Score | Finaliste        | Troisième              | Score                  | Quatrième              |
| ----- | ---------------------------- | ---------- | ----- | ---------------- | ---------------------- | ---------------------- | ---------------------- |
| 1989  | Dubaï                        | Brésil (1) | 3-1   | Union soviétique | Bulgarie               | 3-0                    | Iran                   |
| 1991  | Porto                        | Brésil (2) | 3-1   | Union soviétique | Corée du Sud           | 3-1                    | Tchécoslovaquie        |
| 1993  | Istanbul                     | Brésil (3) | 3-0   | Japon            | Corée du Sud           | -                      | Portugal               |
| 1995  | San Juan                     | Brésil (4) | 3-0   | Italie           | Japon                  | 3-0                    | Porto Rico             |
| 1997  | Téhéran                      | Italie     | 3-0   | Grèce            | Japon                  | 3-2                    | Pologne                |
| 1999  | Riyad                        | Russie     | 3-1   | Venezuela        | Pologne                | 3-2                    | Arabie saoudite        |
| 2001  | Le Caire                     | Brésil (5) | 3-0   | Iran             | Russie                 | 3-0                    | Égypte                 |
| 2003  | Suphanburi                   | Brésil (6) | 3-0   | Inde             | Iran                   | 3-1                    | République tchèque     |
| 2005  | Alger/Oran                   | Russie     | 3-2   | Brésil           | Italie                 | 3-1                    | Argentine              |
| 2007  | Tijuana/Mexicali             | Iran       | 3-2   | Chine            | France                 | 3-1                    | Argentine              |
| 2009  | Bassano del Grappa/Jesolo    | Serbie     | 3-2   | Iran             | Argentine              | 3-0                    | Russie                 |
| 2011  | Almirante Brown/Bahía Blanca | Serbie     | 3-2   | Espagne          | Cuba                   | 3-0                    | France                 |
| 2013  | Tijuana/Mexicali             | Russie     | 3-1   | Chine            | Pologne                | 3-1                    | Iran                   |
| 2015  | Corrientes/Resistencia       | Pologne    | 3-2   | Argentine        | Iran                   | 3-1                    | Russie                 |
| 2017  | Riffa                        | Iran       | 3-1   | Russie           | Japon                  | 3-0                    | Corée du Sud           |
| 2019  | Tunis                        | Italie     | 3-1   | Russie           | Argentine              | 3-1                    | Égypte                 |
| 2021  | Tehran                       | Pologne    | 3-0   | Bulgarie         | Iran                   | 3-2                    | Russie                 |
| 2023  | San Juan                     | France (1) | 3-1   | Iran             | Corée du Sud           | 3-1                    | États-Unis             |
| 2025  | Tashkent                     | France     | 3-1   | Pologne          | Espagne                | 3-2                    | Iran                   |

## Tableau des médailles
| Rang | Nation           | Or | Argent | Bronze | Total |
| ---- | ---------------- | -- | ------ | ------ | ----- |
| 1    | Brésil           | 6  | 1      | 0      | 7     |
| 2    | Russie           | 3  | 2      | 1      | 6     |
| 3    | Iran             | 2  | 3      | 3      | 8     |
| 4    | Pologne          | 2  | 1      | 2      | 5     |
| 5    | Italie           | 2  | 1      | 1      | 4     |
| 6    | France           | 2  | 0      | 1      | 3     |
| 7    | Serbie           | 2  | 0      | 0      | 2     |
| 8    | Chine            | 0  | 2      | 0      | 2     |
| -    | Union soviétique | 0  | 2      | 0      | 2     |
| 10   | Japon            | 0  | 1      | 3      | 4     |
| 11   | Argentine        | 0  | 1      | 2      | 3     |
| 12   | Bulgarie         | 0  | 1      | 1      | 2     |
| -    | Espagne          | 0  | 1      | 1      | 2     |
| 14   | Grèce            | 0  | 1      | 0      | 1     |
| -    | Inde             | 0  | 1      | 0      | 1     |
| -    | Venezuela        | 0  | 1      | 0      | 1     |
| 17   | Corée du Sud     | 0  | 0      | 3      | 3     |
| 18   | Cuba             | 0  | 0      | 1      | 1     |